# التقسيم الإداري في كوريا الجنوبية
تنقسم كوريا الجنوبية  إلى 8 مقاطعات (دو)، ومقاطعة خاصة ذاتية الحكم (توكبيول جاتشيدو)، و6 مدن كبرى (غوانغيوكسي)، و1 مدينة خاصة (توكبيولسي). وهما من المستوي التقسيم الأول، تنقسم إلى مجموعة متنوعة من الكيانات الأصغر حجماً، إلى المدن (شي) ، المحافظات (غون)، الأحياء (غو)، البلدات (أوب)، البلديات (ميون)، الأحياء السكنية (دونغ) و القرى (ري) ، كما هو موضح أدناه..

## الحكومة المحلية
| مستوى | اسم مجموعة                                           | نوع                    | هانغل       | هانجا       | نطق العربي للكورية    | رقم. (2014) |
| ----- | ---------------------------------------------------- | ---------------------- | ----------- | ----------- | --------------------- | ----------- |
| 1     | Upper level local autonomy 광역자치단체 廣域自治團體 | مقاطعة                 | 도          | 道          | دو                    | 8           |
| 1     | Upper level local autonomy 광역자치단체 廣域自治團體 | مقاطعة ذات حكم خاص     | 특별 자치도 | 特別自治道  | توكبيول-جاتشيدو       | 1           |
| 1     | Upper level local autonomy 광역자치단체 廣域自治團體 | مدينة خاصة             | 특별시      | 特別市      | توكبيولسي             | 1           |
| 1     | Upper level local autonomy 광역자치단체 廣域自治團體 | مدينة كبرى مستقلة      | 특별 자치시 | 特別自治市  | teukbyeol-jachisi     | 1           |
| 1     | Upper level local autonomy 광역자치단체 廣域自治團體 | مدينة كبرى             | 광역시      | 廣域市      | gwangyeoksi           | 6           |
|       |                                                      |                        |             |             |                       |             |
| 2     | Lower level local autonomy 기초자치단체 基礎自治團體 | مدينة                  | 시          | 市          | شي                    | 60          |
| 2     | Lower level local autonomy 기초자치단체 基礎自治團體 | مدينة (نوعية)          | 시 (특정시) | 市 (特定市) | شي (teukjeongsi)      | 15          |
| 2     | Lower level local autonomy 기초자치단체 基礎自治團體 | مدينة (إدارية)         | 시 (행정시) | 市 (行政市) | شي (haengjeongsi)     | 2           |
| 2     | Lower level local autonomy 기초자치단체 基礎自治團體 | محافظة                 | 군          | 郡          | غون                   | 82          |
| 2     | Lower level local autonomy 기초자치단체 基礎自治團體 | حي (مستقل)             | 구 (자치구) | 區 (自治區) | غو (jachigu)          | 69          |
| 2     | N/A                                                  | حي (غير مستقل)         | 구 (일반구) | 區 (一般區) | غو (ilbangu)          | 35          |
|       |                                                      |                        |             |             |                       |             |
| 3     | N/A                                                  | بلدة                   | 읍          | 邑          | أوب                   | 216         |
| 3     | N/A                                                  | بلدية                  | 면          | 面          | ميون                  | 1198        |
| 3     | N/A                                                  | حي سكني (legal-status) | 동 (법정동) | 洞 (法定洞) | دونغ (beopjeongdong)  | 2073        |
| 3     | N/A                                                  | حي سكني (إدارية)       | 동 (행정동) | 洞 (行政洞) | دونغ (haengjeongdong) | 2073        |
|       |                                                      |                        |             |             |                       |             |
| 4     | N/A                                                  | قرية حضارية            | 통          | 統          | تونغ                  |             |
| 4     | N/A                                                  | قرية ريفية             | 리          | 里          | ري                    |             |
|       |                                                      |                        |             |             |                       |             |
| 5     | N/A                                                  | هاملت                  | 반          | 班          | بان                   |             |

## التقسيم على مستوى المقاطعة
| خريطة | رمز   | اسم                                 | هانغل          | هانجا          |
| --- | ----- | ----------------------------------- | -------------- | -------------- |
| غانغوون سول إنتشون غيونغي تشنغتشونغ الجنوبية تشنغتشونغ الشمالية سيجونغ دايجون غيونغسانغ الشمالية جولا الشمالية دايغو ألسان بسان غيونغسانغ الجنوبية غوانغجو جولا الجنوبية جيجو كوريا الشمالية اليابانالبحر الأصفر (البحر الغربي) مضيق كوريا (القناة الغربية) مضيق كوريا (مضيق تسوشيما) بحر اليابان (البحر الشرقي) | KR-11 | مدينة سول الخاصة                    | 서울특별시     | 서울特別市     |
| غانغوون سول إنتشون غيونغي تشنغتشونغ الجنوبية تشنغتشونغ الشمالية سيجونغ دايجون غيونغسانغ الشمالية جولا الشمالية دايغو ألسان بسان غيونغسانغ الجنوبية غوانغجو جولا الجنوبية جيجو كوريا الشمالية اليابانالبحر الأصفر (البحر الغربي) مضيق كوريا (القناة الغربية) مضيق كوريا (مضيق تسوشيما) بحر اليابان (البحر الشرقي) | KR-26 | مدينة بوسان الكبرى                  | 부산광역시     | 釜山廣域市     |
| غانغوون سول إنتشون غيونغي تشنغتشونغ الجنوبية تشنغتشونغ الشمالية سيجونغ دايجون غيونغسانغ الشمالية جولا الشمالية دايغو ألسان بسان غيونغسانغ الجنوبية غوانغجو جولا الجنوبية جيجو كوريا الشمالية اليابانالبحر الأصفر (البحر الغربي) مضيق كوريا (القناة الغربية) مضيق كوريا (مضيق تسوشيما) بحر اليابان (البحر الشرقي) | KR-27 | مدينة دايغو الكبرى                  | 대구광역시     | 大邱廣域市     |
| غانغوون سول إنتشون غيونغي تشنغتشونغ الجنوبية تشنغتشونغ الشمالية سيجونغ دايجون غيونغسانغ الشمالية جولا الشمالية دايغو ألسان بسان غيونغسانغ الجنوبية غوانغجو جولا الجنوبية جيجو كوريا الشمالية اليابانالبحر الأصفر (البحر الغربي) مضيق كوريا (القناة الغربية) مضيق كوريا (مضيق تسوشيما) بحر اليابان (البحر الشرقي) | KR-28 | مدينة إنتشون الكبرى                 | 인천광역시     | 仁川廣域市     |
| غانغوون سول إنتشون غيونغي تشنغتشونغ الجنوبية تشنغتشونغ الشمالية سيجونغ دايجون غيونغسانغ الشمالية جولا الشمالية دايغو ألسان بسان غيونغسانغ الجنوبية غوانغجو جولا الجنوبية جيجو كوريا الشمالية اليابانالبحر الأصفر (البحر الغربي) مضيق كوريا (القناة الغربية) مضيق كوريا (مضيق تسوشيما) بحر اليابان (البحر الشرقي) | KR-29 | مدينة غوانغجو الكبرى                | 광주광역시     | 光州廣域市     |
| غانغوون سول إنتشون غيونغي تشنغتشونغ الجنوبية تشنغتشونغ الشمالية سيجونغ دايجون غيونغسانغ الشمالية جولا الشمالية دايغو ألسان بسان غيونغسانغ الجنوبية غوانغجو جولا الجنوبية جيجو كوريا الشمالية اليابانالبحر الأصفر (البحر الغربي) مضيق كوريا (القناة الغربية) مضيق كوريا (مضيق تسوشيما) بحر اليابان (البحر الشرقي) | KR-30 | مدينة دايجون الكبرى                 | 대전광역시     | 大田廣域市     |
| غانغوون سول إنتشون غيونغي تشنغتشونغ الجنوبية تشنغتشونغ الشمالية سيجونغ دايجون غيونغسانغ الشمالية جولا الشمالية دايغو ألسان بسان غيونغسانغ الجنوبية غوانغجو جولا الجنوبية جيجو كوريا الشمالية اليابانالبحر الأصفر (البحر الغربي) مضيق كوريا (القناة الغربية) مضيق كوريا (مضيق تسوشيما) بحر اليابان (البحر الشرقي) | KR-31 | مدينة ألسان الكبرى                  | 울산광역시     | 蔚山廣域市     |
| غانغوون سول إنتشون غيونغي تشنغتشونغ الجنوبية تشنغتشونغ الشمالية سيجونغ دايجون غيونغسانغ الشمالية جولا الشمالية دايغو ألسان بسان غيونغسانغ الجنوبية غوانغجو جولا الجنوبية جيجو كوريا الشمالية اليابانالبحر الأصفر (البحر الغربي) مضيق كوريا (القناة الغربية) مضيق كوريا (مضيق تسوشيما) بحر اليابان (البحر الشرقي) | KR-50 | سيجونغ metropolitan autonomous city | 세종특별자치시 | 世宗特別自治市 |
| غانغوون سول إنتشون غيونغي تشنغتشونغ الجنوبية تشنغتشونغ الشمالية سيجونغ دايجون غيونغسانغ الشمالية جولا الشمالية دايغو ألسان بسان غيونغسانغ الجنوبية غوانغجو جولا الجنوبية جيجو كوريا الشمالية اليابانالبحر الأصفر (البحر الغربي) مضيق كوريا (القناة الغربية) مضيق كوريا (مضيق تسوشيما) بحر اليابان (البحر الشرقي) | KR-41 | غيونغي                              | 경기도         | 京畿道         |
| غانغوون سول إنتشون غيونغي تشنغتشونغ الجنوبية تشنغتشونغ الشمالية سيجونغ دايجون غيونغسانغ الشمالية جولا الشمالية دايغو ألسان بسان غيونغسانغ الجنوبية غوانغجو جولا الجنوبية جيجو كوريا الشمالية اليابانالبحر الأصفر (البحر الغربي) مضيق كوريا (القناة الغربية) مضيق كوريا (مضيق تسوشيما) بحر اليابان (البحر الشرقي) | KR-42 | مقاطعة غانغوون                      | 강원도         | 江原道         |
| غانغوون سول إنتشون غيونغي تشنغتشونغ الجنوبية تشنغتشونغ الشمالية سيجونغ دايجون غيونغسانغ الشمالية جولا الشمالية دايغو ألسان بسان غيونغسانغ الجنوبية غوانغجو جولا الجنوبية جيجو كوريا الشمالية اليابانالبحر الأصفر (البحر الغربي) مضيق كوريا (القناة الغربية) مضيق كوريا (مضيق تسوشيما) بحر اليابان (البحر الشرقي) | KR-43 | تشنغتشونغ الشمالية                  | 충청북도       | 忠淸北道       |
| غانغوون سول إنتشون غيونغي تشنغتشونغ الجنوبية تشنغتشونغ الشمالية سيجونغ دايجون غيونغسانغ الشمالية جولا الشمالية دايغو ألسان بسان غيونغسانغ الجنوبية غوانغجو جولا الجنوبية جيجو كوريا الشمالية اليابانالبحر الأصفر (البحر الغربي) مضيق كوريا (القناة الغربية) مضيق كوريا (مضيق تسوشيما) بحر اليابان (البحر الشرقي) | KR-44 | تشنغتشونغ الجنوبية                  | 충청남도       | 忠淸南道       |
| غانغوون سول إنتشون غيونغي تشنغتشونغ الجنوبية تشنغتشونغ الشمالية سيجونغ دايجون غيونغسانغ الشمالية جولا الشمالية دايغو ألسان بسان غيونغسانغ الجنوبية غوانغجو جولا الجنوبية جيجو كوريا الشمالية اليابانالبحر الأصفر (البحر الغربي) مضيق كوريا (القناة الغربية) مضيق كوريا (مضيق تسوشيما) بحر اليابان (البحر الشرقي) | KR-45 | جولا الشمالية                       | 전라북도       | 全羅北道       |
| غانغوون سول إنتشون غيونغي تشنغتشونغ الجنوبية تشنغتشونغ الشمالية سيجونغ دايجون غيونغسانغ الشمالية جولا الشمالية دايغو ألسان بسان غيونغسانغ الجنوبية غوانغجو جولا الجنوبية جيجو كوريا الشمالية اليابانالبحر الأصفر (البحر الغربي) مضيق كوريا (القناة الغربية) مضيق كوريا (مضيق تسوشيما) بحر اليابان (البحر الشرقي) | KR-46 | جولا الجنوبية                       | 전라남도       | 全羅南道       |
| غانغوون سول إنتشون غيونغي تشنغتشونغ الجنوبية تشنغتشونغ الشمالية سيجونغ دايجون غيونغسانغ الشمالية جولا الشمالية دايغو ألسان بسان غيونغسانغ الجنوبية غوانغجو جولا الجنوبية جيجو كوريا الشمالية اليابانالبحر الأصفر (البحر الغربي) مضيق كوريا (القناة الغربية) مضيق كوريا (مضيق تسوشيما) بحر اليابان (البحر الشرقي) | KR-47 | غيونغسانغ الشمالية                  | 경상북도       | 慶尙北道       |
| غانغوون سول إنتشون غيونغي تشنغتشونغ الجنوبية تشنغتشونغ الشمالية سيجونغ دايجون غيونغسانغ الشمالية جولا الشمالية دايغو ألسان بسان غيونغسانغ الجنوبية غوانغجو جولا الجنوبية جيجو كوريا الشمالية اليابانالبحر الأصفر (البحر الغربي) مضيق كوريا (القناة الغربية) مضيق كوريا (مضيق تسوشيما) بحر اليابان (البحر الشرقي) | KR-48 | غيونغسانغ الجنوبية                  | 경상남도       | 慶尙南道       |
| غانغوون سول إنتشون غيونغي تشنغتشونغ الجنوبية تشنغتشونغ الشمالية سيجونغ دايجون غيونغسانغ الشمالية جولا الشمالية دايغو ألسان بسان غيونغسانغ الجنوبية غوانغجو جولا الجنوبية جيجو كوريا الشمالية اليابانالبحر الأصفر (البحر الغربي) مضيق كوريا (القناة الغربية) مضيق كوريا (مضيق تسوشيما) بحر اليابان (البحر الشرقي) | KR-49 | مقاطعة جيجو المستقلة الخاصة         | 제주특별자치도 | 濟州特別自治道 |

## التقسيم على مستوى البلديات

### شي (مدينة)
شي (시، 市) هي واحدة من التقسيمات المقاطعة، جنبا إلى جنب مع (غون) محافظة. المدن التي يبلغ عدد سكانها 150,000 على الأقل؛ فقط في المحافظة (غون) عندما تبلغ هذا العدد من سكان، تصبح مدينة (بستثناء محافظة جنجانغ في مدينة بوسان). المدن التي يبلغ عدد سكانها أكثر من 500,000، (مثل سوون، تشونغجو، وجونجو) وهذه تنقسم إلى (غو) أحياء؛ غمهاي، هواسونغ, وناميانغجو وهناك استثناء ملحوظ لهذه القاعدة. وتقسيم (غو) الأحياء إلى مزيد من الأحياء السكنية ( (دونغ)؛ المدن التي يبلغ عدد سكانها أقل من 500,000 ليس لديها هذا تقسيم من هذا النوع، هذه المدن تنقسم مباشرة إلى الأحياء السكنية ( (دونغ).